# سيباستيان نيمان
سيباستيان نيمان (بالألمانية: Sebastian Niemann)‏ (و. 1968  م) هو مخرج أفلام، وكاتب سيناريو ألماني، ولد في لونبورغ.

## التعليم
تعلم في جامعة التلفاز والأفلام في ميونخ ‏
.

## وصلات خارجية
- سيباستيان نيمان على موقع IMDb (الإنجليزية)
- سيباستيان نيمان على موقع ألو سيني (الفرنسية)
- سيباستيان نيمان على موقع أول موفي (الإنجليزية)
- سيباستيان نيمان على موقع قاعدة بيانات الأفلام السويدية (السويدية)
- سيباستيان نيمان على موقع قاعدة بيانات الفيلم (الإنجليزية)
- سيباستيان نيمان على موقع كينوبويسك (الروسية)